# Varitrella palawanensis
Varitrella palawanensis är en insektsart som beskrevs av Andrej Vasiljevitj Gorochov 2006. Varitrella palawanensis ingår i släktet Varitrella och familjen syrsor. Inga underarter finns listade i Catalogue of Life.